# 草下實
草下 實（くさか みのる、1947年 - ）は、日本のテノール歌手。鳴門教育大学名誉教授。姫路大学教育学部特任教授。東京芸術大学音楽学部声楽科卒業。

## 経歴
- 1974年 - 東京芸術大学音楽学部声楽科卒業。
- 1976年 - 作陽音楽大学音楽学部助手就任。
- 1979年 - 作陽音楽大学音楽学部講師就任。
- 1989年 - 鳴門教育大学学校教育学部助教授就任。
- 1997年 - 鳴門教育大学学校教育学部教授就任。
- 2003年 - 日本音楽表現学会副会長就任。
- 2008年 - 鳴門教育大学学長補佐就任。
- 2010年 - 鳴門教育大学副理事兼副学長就任。
- 2013年 - 姫路大学教育学部特任教授就任。
- 2013年 - 鳴門教育大学名誉教授就任。

## 所属学会
- 全四国大学音楽学会
- 日本声楽発声学会関西支部
- 日本音楽教育学会
- 芸術教育実践学会
- 日本音楽表現学会

## 著書
- 『女声合唱組曲『アフロディーテ』―女声合唱のための愛の歌―』（音楽之友社、1989年）
- 『女声合唱組曲「華の旅標」』（音楽之友社、1989年）